# Nationaal archief van Finland
Nationaal archief van Finland (Fins:Kansallisarkisto) is het nationaal archief van Finland. Het archief werd in 1816 opgericht door de senaat van Finland en wordt nu beheerd door het ministerie van onderwijs. het archief was oorspronkelijk alleen in Helsinki maar in 2017 werden alle provinciale archieven opgeheven en samengevoegd met het archief. Tegenwoordig heeft het Nationaal archief ook locaties in Hämeenlinna, Inari, Joensuu, Jyväskylä, Mikkeli, Oulu, Turku en Vaasa. 